# Abbaye de Monthiers-en-Argonne
Pour les articles homonymes, voir Monthiers et Argonne.
L'abbaye de Monthiers-en-Argonne est une ancienne abbaye cistercienne située à Possesse (Marne) en France, dans le diocèse de Châlons-sur-Marne.

## Historique

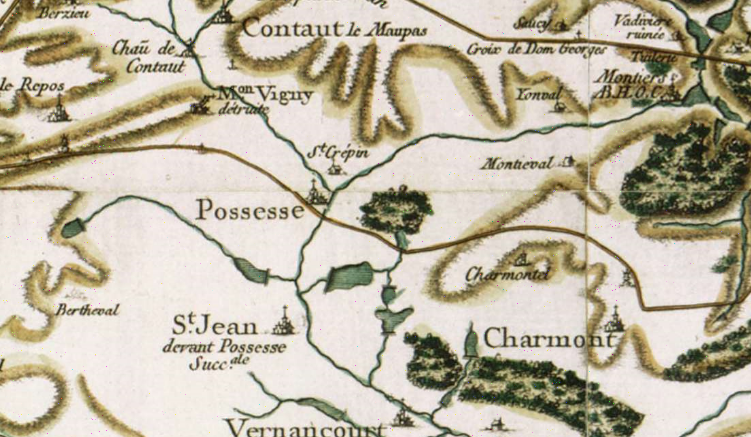
En haut à droite sur la carte.

Une abbaye de chanoines augustins fut fondée au Vieux Montiers, c'est à mi-chemin entre Noyers-Auzécourt et Sommeilles, par l'abbé Eustache vers 1135. Elle devint cistercienne en 1147 et fut transférée à son emplacement actuel vers 1155. Elle eut à sa tête deux abbés, Eustaches et Gervais, qui accrurent considérablement le temporel de la communauté. Elle connut aussi des moments difficiles avec la déposition d'Amédée qui correspondait à des affrontements avec seigneurs de Possesse et de Dampierre-en-Astenois. Elle est sous la protection de l'évêque de Châlons.
Les bâtiments conventuels ne sont finis qu'au cours du XIIIe siècle. Actuellement, il ne reste que des bâtiments modernes, fermes, sur les lieux des bâtiments de l'abbaye.

## Architecture et description
Dom Guyon : 
- L'église n'a point de clocher. On dit qu'elle n'en a jamais eu. Elle est bien bastie, sans être finie, mal saine, verte et mal propre, élevée, large ; chœur ancien, bonne boisure et sculture ; douze staulx de chaque côté, non compris les trois dossiers. Entre les places de l'abbé et du prieur à vespres, sont deux grands paillassons qui en ferment l'entrée. On y voit des ouvrages de saint Bernard, dans lesquels on fait letures avant complies.
- Il y a au premier feuillet un portrait de saint Bernard, qui est assez revenant, mais je n'avois pas encore vu nulle part.
- Les chaises des célébrant et ministres dans le sanctuaire sont au nombre de quatre comme à Clairvaux. Un long tabernacle revètu d'argent en feuilles ouvragées, six gros chandeliers et une moindre croix d'argent ; belle croix à deux croisans, qui renferme un morceau considérable de la vraye croix, couvert d'une lame de vermeil à charnière, ornée d'un beau filigrane, devant et derrière ; on ne l'expose qu'aux grandes fêtes. De chaque côté du grand autel, un grand cartouche, au pilier portant armoiries, inscriptes au bas : Armandus Gasto cardinalis de Rohan 1729.Près du dit grand autel, est une grande et belle piscine ; sacristie en son lieu ordinaire, de plain-pied à l'église, ayant jour à l'orient et au midy, belle, voutée, propre ; bel ornement blanc complet ; trois calices d'argent dont l'un fort bien cizelé et sculté ; autre belle argenterie, trois cloches.

## Filiation et dépendances
Monthiers-en-Argonne est fille de l'abbaye de Trois-Fontaines

## Héraldique
Les armes de l'abbaye se blasonnent ainsi :
De gueules au chêne chargé d'une couronne d'épines au naturel accompagné de deux fleurs de lys d'or.